# 高木守道
高木 守道（たかぎ もりみち、1941年7月17日 - 2020年1月17日）は、岐阜県稲葉郡鏡島村（現：岐阜市）出身（愛知県名古屋市生まれ）のプロ野球選手（内野手）・コーチ・監督、解説者。
現役時代は中日ドラゴンズで活躍し、その華麗かつ堅実な守備で「プロ野球史上最高の二塁手」と称されることも多い。引退後はコーチ・監督を歴任し、初代・西沢道夫に続く2代目の「ミスタードラゴンズ」と呼ばれる。2007年1月 - 2012年11月25日まで中日ドラゴンズOB会会長を務めた。
2012年から2013年の登録名は髙木 守道（読み同じ）。

## 経歴

### プロ入りまで
岐阜市立鏡島小学校・岐阜市立精華中学校出身。1951年8月19日、当時10歳であった高木は後に自身が選手としてプレーした中日スタヂアムの一塁側スタンドで兄と共に巨人戦を観戦していたが、その試合の3回裏に球場ネット裏上段から出火した。この火災は内野席・球場施設がほぼ全焼し死者4人・重軽傷者318人を出す大惨事（中日スタヂアム火災）となったが、高木は事なきを得た。少年時代の高木にとって、プロ野球の試合を観客として観戦したのはこれが最初で最後となった。
中学で野球部に入部し、1957年には県内の名門として知られる県立岐阜商業高校に進学。当初は遊撃手であったが、肩を痛め、二塁手に転向。高木の入学直後、野球部は打力向上のため東京六大学で活躍していた立大4年生の長嶋茂雄を特別コーチとして招聘したが、高木は長嶋から二塁手として高い評価を受け、自身も長嶋を目標に野球人生を歩むこととなった。「長嶋は高木の肩がそれほど強くないことを見抜き、高木を二塁手として起用することを勧めた」とする逸話もあるが、高木本人は「（二塁手として）褒めていたことは聞いたことはあるが、後でとってつけた話じゃないの?」と発言している。1年夏で早くもレギュラーになり、2年上のエース清沢忠彦を擁した1957年夏の第39回全国選手権大会に出場するが、準々決勝で大宮高に敗退。3年次の1959年春には第31回選抜大会に出場し、決勝まで進んだが、中京商業の平沼一夫（中京大 - 西濃運輸 - 東京）に抑えられ2-3で惜敗、準優勝に終わる。この試合は雨天順延で日程がずれ、皇太子（現:上皇）の御成婚パレードと日程が重なり、テレビ中継されなかった。テレビ中継が始まってから現在まで春夏通じて、中継が中止された大会は後にも先にもこの大会のみである。同年夏は岐阜大会決勝で、後にプロで同僚となる高木一巳のいた大垣商に完封負け。

### 現役時代
1960年に中日ドラゴンズへ入団。卒業後は早稲田大学へ進学することが決まっていたが、中日は球団と県岐阜商のOBである国枝利通を通じて高木を翻意させ、入団を実現させた。春季キャンプでは杉下茂監督から「守備はすでに完成されている。打撃も勝負強い」と、天知俊一ヘッドコーチからも「高校生離れしたプレー。プロ顔負け」とそれぞれ高い評価を受けた。
1962年までの背番号は41で、同年5月7日の大洋戦（中日）を前にレギュラー選手に故障者が出たことから内野手の控え選手として一軍初昇格を果たし、同試合の7回に代走で初出場すると二盗（初盗塁）に成功した。そのまま二塁手として守備に就き、8回には宮本和佳からプロ入り初打席初本塁打を打ったが、試合には敗れた。シーズン中盤からは内野のユーティリティープレイヤーとして20試合に先発。
1961年は二塁手、三塁手として62試合に先発出場。1962年には南海から移籍してきた半田春夫から「メジャーリーグでは当たり前のプレー。セーフになるはずの走者をアウトにできれば試合の流れを変えられる」として「バックトス」を教わり、首脳陣から「基本を無視する無謀なプレー」と批判されても翻意することなく、数年間にわたり猛練習を積み重ねたことで自身の代名詞的プレーとして確立した。その後、公式戦で遊撃手寄りのゴロをバックトスで送球したことで併殺を完成させ、水原茂監督から「これぞプロ野球」と絶賛された
1963年には、その後継として二塁手のレギュラーとなり、同年から背番号も1に変更した。規定打席（19位、打率.254）にも到達し、同年には50盗塁を記録し、最多盗塁のタイトルを獲得。中利夫と1・2番を組み、前年に放出された森徹に代わり、江藤慎一と共に中日の新たなスター選手となった。以後も1965年、1973年と3度の盗塁王に輝く俊足に加え、打撃では1969年に24本塁打するなど通算236本塁打を記録しており、守備ではバックトスやグラブトスなどを度々披露した。
1965年にはリーグ4位の打率.302、1966年にも6位の打率.306と、2年連続打率3割・10傑入りを記録。1968年5月28日の巨人戦（後楽園）で堀内恒夫から顔面に死球を受け、一時は意識不明となる。その影響で首から左肩・背中にかけて痛みが残り、同年以降は長期にわたる打撃成績の低迷を余儀なくされた。さらに死球禍から3年後の1971年9月2日にも巨人戦（中日）で再び堀内から頭部に死球を受け、その際には激昂して堀内にヘルメットを投げつけた。しかし、後日ロッカールームで堀内に対し「ヘルメットを投げたことは悪かった」と謝罪したほか、翌日に堀内が謝罪のために自宅を訪れた際にも「気にするな」と声を掛けている。
1972年に新任の徳武定祐一軍打撃コーチから「バットをミートポイントへ最短距離でぶつける」打撃フォームへの改造を提言され、二人三脚でそれまでのアッパースイングから一転し、ダウンスイングの練習に取り組んだところ、1973年にはそれまで5年連続で2割5分台止まりであった打率を.273まで回復させ、28盗塁も記録したことで3度目の盗塁王を獲得した。そしてプロ15年目の1974年には経験に裏打ちされたプレーでチームを牽引し、10月12日には巨人のV10を阻止する形で20年ぶり2度目のリーグ優勝に貢献した。
1974年、優勝決定翌日の10月13日に予定されていた後楽園の対巨人シーズン最終戦ダブルヘッダーは、長嶋の引退試合であったが、降雨で翌14日に順延してしまい、中日の優勝パレードと日程が重なった。そのため、大島康徳・藤波行雄などの若手や、引退直前であった広野功を含む準レギュラー級選手のみを出場させ、中日のレギュラー選手は同日の名古屋での優勝セレモニーのために欠場するよう球団に言い渡された。この通達に高木は「偉大なる選手になんて失礼なことを」と大いに憤慨し、球団にその通達の撤回と「それが無理ならばせめて自分だけでも出場させてほしい」と抗議した。しかしその願いは聞き入れられず、高木は優勝セレモニーで終始むすっとした表情をしていた。高木はのちに長嶋へ電話し、謝罪したという。
ロッテとの日本シリーズでは、第1戦（中日）の9回裏に村田兆治から逆転サヨナラ二塁打を打つなど大活躍する。2勝1敗で迎えた第4戦（後楽園）でも金田留広から初回先頭打者本塁打を打つが、その試合の3打席目（5回）で自打球を左足首に当て負傷（全治3週間の骨折してしまう。高木は第6戦で復帰し、シリーズ通算22打数8安打1本塁打を記録して敢闘賞を獲得したが、チームはロッテに敗れ日本一を逃した。
1975年にもリーグ4位の打率.298を記録し、1978年4月5日の広島戦（広島市民）では1回表に高橋里志から中前安打を打ち、日本プロ野球史上11人目、中日の生え抜き野手としては初となる通算2000安打を達成した。
1979年にも38歳ながら打率.300（14位）と気を吐くが、視力の衰えもあり、中が監督に退任した1980年限りで現役を引退。二塁手としてベストナイン7回は史上最多である。同年シーズン終了後にナゴヤで行われたセ・リーグオールスター東西対抗では、同年限りで引退した1歳上で自身より1年早くプロ入りした王貞治と共に引退セレモニーが行われた。引退の際には「王さんが引退したら自分がプロ野球選手で最年長になる。最年長の選手は相応のプレーを見せなければならないが、自分にはそのプレッシャーに耐えられる強さがなかった」と発言している。1981年のオープン戦で引退試合が行われた。

### 引退後

#### 中日コーチ・第1次解説者・第1次中日監督時代
中日で一軍作戦守備コーチ（1981年 - 1983年）、二軍監督（1984年 - 1985年）、一軍守備コーチ（1986年）を務めた。1986年には山内一弘監督の解任を受け、7月6日からシーズン終了まで監督代行を務めた。中以来となる生え抜き監督として期待されたが、「みんなで力を合わせて頑張る」との意気込みも虚しく就任時点の借金7を返済するには至らず、シーズン終了をもってユニフォームを脱ぐことになった。谷沢健一・大島康徳・宇野勝ら主力の相次ぐ故障や不振、エース小松辰雄が7勝どまりに終わるなど苦しい采配を強いられたとはいえ、就任時よりも勝率が悪化した。大島は「最初の方こそ4番で使ってもらったんですよ。少し打てなくなるとすぐ外されました。守道さんは自分は守備の上手い選手を使っていきたいと思ったのでしょう。不満はありましたよ。守道さん、あなたもウォーリー（与那嶺要）、近藤さんと一緒かい。結局チームの成績は好転せず高木さんも監督を続けないとなって。」と述べている。新聞では本来トップニュースであるはずの「山内一弘監督解任」には軽く触れる程度で、紙面の1面から3面を割いたのは高木監督代行の就任を祝う内容であった。中日ファンの芸能人からの激励メッセージなど、その扱いは監督代行のそれでは到底なく、まるで元から予定していた高木監督の就任が前倒しになったかのような祝福ぶりであった。
1987年からCBC野球解説者となるが、1991年オフに星野仙一の監督辞任を受け、後任として監督に就任する。ヘッドコーチに徳武定祐を呼んだ。
1992年はシーズン後半に上位チームに善戦するものの、主力選手の故障等も響いて60勝70敗の最下位となる。なお、この年のセントラル・リーグは全球団が60勝台であった。投手コーチは佐藤道郎で星野の意向で留任したが高木と合わず同年限りで退団した。
1993年は優勝したヤクルトに前半大差をつけられるも、後半一時は逆転して首位に立ったが、最終的に2位となる。特に9月5日の対阪神タイガース21回戦ではトーマス・オマリーのソロ本塁打1点だけに抑えていた先発の山本昌広を7回で降板させたが（点数も7-1）、そこから後続のピッチャーが8回1点、9回に8点を取られ、大逆転負けを喫した。高木は試合後「私が悪かった」と選手に頭を下げ、シーズン終了後には「中日がペナントをとれなかったのは、この試合にある」とまでいわれた。また、落合博満は後に自著でこの試合を振り返って「勝負事では驕りは禁物である。誤った采配を招くからである」と、中4日でこの試合でも102球投げていた山本を代えたのはまだしも、当時リリーフエースだった郭源治を出すタイミングを誤ったことに苦言を呈し、「何点勝っていても、手を緩めずに完璧に叩きのめしたことを、相手の記憶に植えつけなければいけない」と述べている。なお、同年オフには2年前（1991年オフ）に不祥事を起こし、横浜大洋ホエールズ（→当時・横浜ベイスターズ）を解雇され、2年間資格停止処分を受けていた中山裕章を打撃投手として採用し、翌シーズン途中から選手として現役復帰させた。落合がFAで巨人へ移籍。
1994年は今中慎二、山本昌のダブルエースと立浪和義、大豊泰昭、アロンゾ・パウエルを中心とした打撃陣がかみ合い、首位巨人に前半戦で大差をつけられるが、後半戦は巨人のもたつきもあり、猛追してとうとう同率首位に立ち、両チーム共この年の130試合目の最終戦で勝った方がリーグ優勝という日本プロ野球史上に残る10.8決戦を迎えたが、結果的に敗戦で終える。シーズン終盤には星野の監督復帰の話が挙がり、高木は辞任の構えを見せたが、後半戦の躍進を評価され、球団オーナーの加藤巳一郎や選手会長川又米利以下、選手たちから続投要請を受けたことから、翌1995年も引き続き指揮を執ることとなった。中日で4年連続で監督を務めたのは当時、与那嶺要、星野に次いで3人目だった。
1995年は投手陣の崩壊・故障者の続出により、チームは低迷を続けていた。そのため、成績不振の責任を取り、シーズン途中で監督を辞任。監督としての最後の試合となった6月2日の対阪神戦では、友寄正人審判への暴行により退場処分を受けた。中山球団社長は「先ほど高木監督と話し合って、本日指揮を執るのを最後に休養してもらうことになりました」と発表し、あくまで球団主導の解任ではなく、本人からの申し出だと中山社長は説明。同シーズンは、当初はヘッドコーチに徳武が監督代行を務めたが、その徳武もシーズン途中で解任され、その後はシーズン終了まで島野育夫が監督代々行を務めた。当時、三振が多かった山崎武司を起用し続け、山崎は高木の監督退任後の1996年には本塁打王になっている。

#### 第2次解説者・第2次中日監督時代・晩年
1996年からは再びCBC野球解説者・中日新聞野球評論家として活動した。
2003年オフには谷沢健一・野村克也・牛島和彦らと共に中日の次期監督候補として名前が挙がったが、この時は監督復帰は実現せず、落合博満が就任した。
2006年、野球殿堂入り。また、この年の日本シリーズ第1戦で始球式を務めた。2007年からは中利夫に代わり、中日OB会の会長も務めた。
2011年9月22日、翌年から落合の後任としてから監督に就任することが球団から発表された。「まさに青天の霹靂で驚いています。落合さんという大監督の後ということもあり悩みはしましたが、やはり野球人間なのでしょう。この年齢になっても、もう1度チャンスを頂けましたので、全力で頑張る覚悟です」と球団広報を通じてコメントした。第2次監督時代の登録名は髙木 守道。
2012年は2位に終わり、クライマックスシリーズではファイナルステージで巨人に3連勝の後の3連敗で3勝4敗で敗退。
2013年は2001年以来12年ぶりのBクラスと1990年以来23年ぶりの4位に終わり、セ・リーグ5球団に全て負け越す結果となった。9月25日に同年限りで退任する意向であることが中日新聞で報道され、10月8日に退任の会見を行った。
高齢もあり、評論活動はCBCテレビ・CBCラジオの野球中継での副音声ゲストなど、散発的なものとなっている。一方、少年野球教室で子供たちを熱心に指導していたほか、亡くなる5日前の2020年1月12日にはCBCラジオ『板東サンデー』に出演し、同番組パーソナリティでOBの板東英二とともに現役時代の思い出話を披露していた。
2020年1月17日、急性心不全のため、4時に名古屋市内で死去。78歳没。2月15日には名古屋市内のイベントに出席することも予定していた。
現役時代の優勝経験は巨人のV9時代も重なってか、1974年の1度だけだったが、巨人のV10を阻んだ優勝でもある。また、コーチ時代は1982年に1度経験している。通算で2度リーグ優勝を経験しているが、日本シリーズではいずれも2勝4敗で敗れており、日本一は1度もなかった。

## 選手としての特徴
主に打低投高だった時代に活躍し、通算236本塁打は二塁での先発出場率が90%を超えている選手中では歴代最多である。レンジファクター系指標による二塁守備は通算でプロ野球史上歴代最高値を出している。規定打席到達15シーズン中一桁本塁打だった年は3回だけ、24本塁打した年もあり、長打力をも備えたリードオフマンとして打線を牽引し続けた。
野球誌やテレビ番組などでの「プロ野球歴代ベストナイン」等の企画では、プロ野球史上最高の二塁手として高木が選出されたことがある。高木は二塁手として2179試合・11477守備機会・5327刺殺・5866補殺・284失策・1373併殺という通算守備記録を残している（すべて二塁手プロ野球歴代1位）。

## 特筆
- 口数が少なく、穏和なイメージがあるが、自身のプレースタイルや野球理論には確固たる自信を持っており、これを否定されたりした場合にはたとえ先輩や監督・コーチ相手であったとしても徹底的に怒り、反抗する骨太さを持っている。
  - 『月刊ドラゴンズ』の記者は、「怒った時は星野さんよりも怖い」と発言している。
  - また、1年先輩でチーム内でも親しい関係にあった板東英二はその高木の姿勢を「球界のガンジー」と表現している。
  - このような性格から、「瞬間湯沸かし器」と揶揄されることがある[35]。また、本人は自身を指して自虐的に「暴走老人」と言うことがある。
- 一方で、山本昌は「どんなに打たれても叱責を受けたことはない」と1992年から1995年までの4シーズンを務めた頃の高木について振り返っており、山本は高木を「僕を初めて大人扱いしてくれた監督」であり「最も喜ぶ顔を見たい監督」であったと評していた[36]。
- 2011年12月20日に放送されたインタビューにて、一軍デビューをした1960年5月7日当日は二軍の試合が岐阜であり、その後名鉄電車で移動後、名古屋駅前にあったパチンコ屋で時間を潰していたところ館内放送で「中日球場へ向ってください」と呼び出しを受け、一軍に合流したと証言している。
- 入団3年目のある出場試合において、中日の攻撃中にベンチを抜け出し合宿所に帰ってしまったことがある。直前の守備のとき、普通の二塁手なら追いつけないような打球に追い付きはしたものの捕球することができなかったプレーに対し、当時の杉浦清監督に「何をやっているんだ!」と罵声を浴びせられたことが気に入らなかったためである。そのころ高木は、南海から移籍してきたカールトン半田がキャンプの練習中に披露していたバックトスを見て、練習を重ねながら自分の型にしようと試合で試し始めていた時期であった。なお、再度守備に就くまで高木がいなくなったことに中日ベンチは誰も気付かなかったという。髙木が普段無口でベンチでも目立たなかったためである。
  - また、合宿所に戻った高木は首脳陣がミーティングで使用する部屋の押入れに隠れ、試合後の首脳陣のミーティングの内容を聞き、高木のことよりも板東英二の悪口の方を多く言っていたのを聞きつけて板東本人のところへ直接報告に行った[注 4]。
- 板東英二の証言によると、高木は自身の後輩であるものの、板東に対し上下関係を一切気にしていない様に接していたようである。たとえば「（殆どストレートしか投げない）板東さんの球を打てないのはおかしい」という疑問を率直に述べたり、板東が登板していてピンチを背負うと高木がマウンドに来て「真っ直ぐ狙ったら犠牲フライ打てるのに」、「フォアボールばっかり出しやがって。どんどんストライク取れよ」などと、板東を激しく叱咤することが多かった。それ以外にも板東は、大洋戦にリリーフ登板した際に2連続で二塁打を許し、いずれも牽制アウトにしながらも、マイク・クレスニックに初球を本塁打されてサヨナラ負けした際、「だったら早く打たれとけ!」と高木がそのことに関して激しく激高していた光景を目の当たりにしたことがあったという。
- 今中慎二は高木について、「10.8決戦で巨人が先発3本柱を惜し気なく投入したのに対し、いつも通りリリーフを登板させた我の強さや、負けた時にはすぐ『自分が悪かった』と謝る潔さがあった」と自著で述べている。
- 1964年、球団創設以来初の最下位に沈んだことで球団関係者や親会社の間から「恵まれすぎて、甘やかされているから最下位に落ち込んだのだ」との意見が噴出。そこで球団は全員一律に25%ダウンという線を定め、そこからタイトル獲得などの昇給項目があればベースアップするという方針を打ち出した。まだ査定を手計算で行っていた時代なので、一律ダウンのような個人成績を無視した大雑把な提示がまかり通っていた。これに噛み付いた理由として「僕は昨年よりいい成績を残したのだから、絶対に承服しない」と言ったことがある[要出典]。

### 野球
- 現役時代は試合ごとに新品のストッキングをおろして履いていた。使用後のストッキングは木俣達彦がこっそり使用していた[34]。
- 先輩投手であった柿本実が、ある試合で二塁走者を気にして牽制球を繰り返していたところ、4回目の牽制球をグラブで捕らず足で止めて[注 5]「いい加減にしろ」と意思表示したことがあるという（2011年5月29日の「サンデードラゴンズ」にて板東英二が証言）。
- 北海道遠征（札幌市円山球場）で巨人との試合中、三塁走者だった高木は、俊足を生かしピッチャーゴロで本塁突入を試みるが、そのときの投手だった巨人の関本四十四に三本間で挟まれタッチアウトとなる。しかし、関本がタッチの際に高木の顔面にグラブを当てたことで高木は激昂。関本は高木をにらみつけ殴りかかり乱闘騒ぎとなった[注 6]。
- 日々の鍛錬を怠らない性格で知られ、代名詞的プレーとされる「バックトス」は数年間の鍛錬の末に身に着けたものだが、既に「一流」の評価を得ていた1970年代にも『中日新聞』（中日新聞社）記者が浜松春季キャンプで黙々とバックトスの練習を続ける高木の姿を目撃している[10]。
- 初打席初本塁打を打った1人だが、その中で高木は2017年シーズン終了時点で本塁打数2位の記録を持っている[37]。
- 高木はファンを大事にしており、サイン会では最後の1人まで書き上げていたと田尾安志と谷沢健一が後年になって振り返っている[38]。

### 人間関係
- 岐阜県立岐阜商業高等学校の後輩にはシドニーオリンピック女子マラソン金メダリストの高橋尚子や元中日ドラゴンズ外野手の和田一浩がおり、髙木と彼らは母校で「ビッグ3」と呼ばれている。2004年11月23日、地元の岐阜メモリアルセンターでこの3人のトークショーが行われた。
- 板東ビルの隣の天ぷら店にいた名古屋西川流のホープの女性を板東英二が高木に紹介し、板東の義母が太鼓判を押し、板東夫妻の仲人で結婚。
- 夫人の姉の孫がNHKアナウンサーの片山千恵子である[39]。
- 広岡達朗と親交があり、2012年の中日キャンプではその縁で広岡は臨時野手コーチを務めた。
- 勝利の立役者となっても取材記者の取材をほとんど受けないなど、無口な性格から「むっつり右門」と呼ばれたが、2学年下の井手峻と家族ぐるみで付き合ったり、新宅洋志に結婚式で着用するためのモーニングコートを貸したりするなど気取らない性格でもあった[40]。
- ナゴヤドームにて野球中継の解説を担当する際、ドーム内の売店で売られているホットドッグをアナウンサーやスタッフに差し入れていた[41]。

### その他
- 2度目の監督在任時においては、試合後の監督インタビューなど、報道陣の前で自軍の選手を名指しで批判・叱咤することが多かった。前任監督の落合がマスメディアに向かって選手批判をすることがなかったこともあり、この高木のスタイルは当時賛否を呼んだ。また前述のように、野球理論に関するコーチとの衝突もあった。
  - 平野謙外野守備走塁コーチが走塁ミスやサインミスを連発したため、2012年5月3日の阪神戦（ナゴヤドーム）では、怒りのあまり試合途中からサインプレーを放棄した[42]。その後平野はしばらくの間、一軍担当を外れている。
  - 投手コーチである権藤博（現役時代に同僚だった）は自軍の選手を厳しい口調で批判する高木に対し、「マスコミの前で選手の悪口を言わないでほしい。選手は一番こたえるものです」[43]「打たれた・打てないはコーチの責任。勝った負けたは監督の責任」と諭すこともあったという[44]。投手起用においても互いに持論をぶつけ合ったが、2012年9月16日の広島戦は完封リレーで勝利してCS出場を決め、高木と権藤は固い握手を交わした。その権藤は高木について、「努力する天才」であると同時に「究極のわがまま」でもある、と評している[45]。
  - 一方で2013年には、一部のベテラン選手から陰口を叩かれることもあったが、高木本人は曰く「ベテランというのは、そういうもんなんだわ」「『何言ってもいいから結果だせ』としか思わん」と、全く意に介していなかった[46]。
  - 2013年5月15日の対日本ハム戦、7回表に稲葉篤紀にセンター前への適時打を打たれた際の中継プレーを巡って井端弘和と一触即発の事態となり、イニング終了後井端がベンチ裏で壁を蹴り上げる騒動となった。高木は中堅・大島洋平からの返球を井端がカットしなかったことに激昂したが、井端は後年まで「プレーに関しては、今も自分の判断に自信を持っている」と一塁手のマット・クラークが中継に入る場面であったと主張している。その後、落ち着きを取り戻した井端が高木の元に謝りに行ったところ、高木は「オレなんか試合途中に帰ったこともあるんだから、いちいち気にするな」と井端を許したという[47]。

## 詳細情報

### 年度別打撃成績
| 年 度      | 球 団      | 試 合 | 打 席 | 打 数 | 得 点 | 安 打 | 二 塁 打 | 三 塁 打 | 本 塁 打 | 塁 打 | 打 点 | 盗 塁 | 盗 塁 死 | 犠 打 | 犠 飛 | 四 球 | 敬 遠 | 死 球 | 三 振 | 併 殺 打 | 打 率 | 出 塁 率 | 長 打 率 | O P S |
| ---------- | ---------- | ----- | ----- | ----- | ----- | ----- | -------- | -------- | -------- | ----- | ----- | ----- | -------- | ----- | ----- | ----- | ----- | ----- | ----- | -------- | ----- | -------- | -------- | ----- |
| 1960       | 中日       | 51    | 109   | 99    | 7     | 19    | 2        | 1        | 3        | 32    | 6     | 2     | 1        | 4     | 0     | 6     | 0     | 0     | 18    | 1        | .192  | .238     | .323     | .561  |
| 1961       | 中日       | 80    | 243   | 222   | 15    | 47    | 8        | 3        | 2        | 67    | 11    | 4     | 2        | 6     | 0     | 12    | 2     | 3     | 36    | 3        | .212  | .262     | .302     | .563  |
| 1962       | 中日       | 96    | 256   | 239   | 24    | 67    | 11       | 5        | 1        | 91    | 15    | 10    | 5        | 12    | 0     | 4     | 0     | 1     | 28    | 2        | .280  | .295     | .381     | .676  |
| 1963       | 中日       | 133   | 543   | 496   | 72    | 126   | 18       | 6        | 10       | 186   | 39    | 50    | 12       | 15    | 3     | 27    | 1     | 2     | 43    | 8        | .254  | .295     | .375     | .670  |
| 1964       | 中日       | 123   | 522   | 482   | 59    | 141   | 24       | 6        | 8        | 201   | 31    | 42    | 14       | 8     | 4     | 24    | 0     | 4     | 38    | 4        | .293  | .331     | .417     | .748  |
| 1965       | 中日       | 132   | 538   | 483   | 75    | 146   | 19       | 1        | 11       | 200   | 48    | 44    | 11       | 21    | 2     | 27    | 1     | 5     | 49    | 1        | .302  | .346     | .414     | .760  |
| 1966       | 中日       | 113   | 491   | 457   | 82    | 140   | 18       | 5        | 17       | 219   | 59    | 20    | 9        | 7     | 4     | 21    | 1     | 2     | 37    | 9        | .306  | .340     | .479     | .819  |
| 1967       | 中日       | 118   | 491   | 455   | 59    | 133   | 25       | 1        | 19       | 217   | 66    | 9     | 3        | 2     | 7     | 26    | 0     | 1     | 60    | 10       | .292  | .332     | .477     | .809  |
| 1968       | 中日       | 83    | 356   | 318   | 50    | 76    | 15       | 3        | 10       | 127   | 33    | 11    | 2        | 3     | 4     | 29    | 0     | 2     | 45    | 6        | .239  | .307     | .399     | .706  |
| 1969       | 中日       | 130   | 562   | 513   | 78    | 129   | 20       | 3        | 24       | 227   | 66    | 20    | 8        | 11    | 3     | 34    | 1     | 1     | 69    | 8        | .251  | .299     | .442     | .742  |
| 1970       | 中日       | 118   | 483   | 449   | 41    | 116   | 15       | 4        | 10       | 169   | 51    | 18    | 6        | 12    | 5     | 14    | 1     | 3     | 51    | 17       | .258  | .285     | .376     | .662  |
| 1971       | 中日       | 120   | 482   | 436   | 58    | 104   | 18       | 1        | 8        | 148   | 22    | 28    | 9        | 10    | 1     | 32    | 2     | 3     | 42    | 5        | .239  | .295     | .339     | .635  |
| 1972       | 中日       | 118   | 492   | 459   | 42    | 115   | 13       | 2        | 10       | 162   | 42    | 19    | 12       | 10    | 2     | 18    | 1     | 3     | 38    | 10       | .251  | .283     | .353     | .636  |
| 1973       | 中日       | 122   | 527   | 480   | 68    | 131   | 20       | 3        | 5        | 172   | 31    | 28    | 9        | 7     | 5     | 30    | 3     | 5     | 21    | 10       | .273  | .322     | .358     | .681  |
| 1974       | 中日       | 121   | 501   | 456   | 71    | 126   | 22       | 2        | 15       | 197   | 47    | 14    | 11       | 10    | 4     | 29    | 2     | 2     | 42    | 11       | .276  | .322     | .432     | .754  |
| 1975       | 中日       | 116   | 495   | 463   | 60    | 138   | 20       | 2        | 17       | 213   | 51    | 16    | 7        | 8     | 2     | 18    | 2     | 4     | 31    | 14       | .298  | .330     | .460     | .790  |
| 1976       | 中日       | 98    | 417   | 392   | 50    | 104   | 14       | 1        | 17       | 171   | 44    | 7     | 6        | 8     | 3     | 12    | 0     | 2     | 35    | 11       | .265  | .291     | .436     | .727  |
| 1977       | 中日       | 121   | 504   | 468   | 74    | 136   | 18       | 3        | 20       | 220   | 52    | 10    | 3        | 11    | 2     | 18    | 0     | 5     | 49    | 10       | .291  | .324     | .470     | .794  |
| 1978       | 中日       | 89    | 338   | 314   | 41    | 89    | 15       | 2        | 13       | 147   | 37    | 3     | 3        | 11    | 1     | 9     | 2     | 3     | 20    | 10       | .283  | .310     | .468     | .778  |
| 1979       | 中日       | 120   | 518   | 467   | 74    | 140   | 25       | 1        | 11       | 200   | 48    | 11    | 2        | 18    | 1     | 28    | 3     | 4     | 45    | 10       | .300  | .345     | .428     | .773  |
| 1980       | 中日       | 80    | 242   | 219   | 20    | 51    | 6        | 0        | 5        | 72    | 14    | 3     | 4        | 6     | 0     | 16    | 3     | 1     | 22    | 11       | .233  | .288     | .329     | .617  |
| 通算：21年 | 通算：21年 | 2282  | 9110  | 8367  | 1120  | 2274  | 346      | 55       | 236      | 3438  | 813   | 369   | 139      | 200   | 53    | 434   | 25    | 56    | 819   | 171      | .272  | .312     | .411     | .723  |

- 各年度の太字はリーグ最高

### 年度別守備成績
| 年 度 | 球 団 | 二塁  | 二塁  | 二塁  | 二塁  | 二塁  | 二塁     | 三塁  | 三塁  | 三塁  | 三塁  | 三塁  | 三塁     | 遊撃  | 遊撃  | 遊撃  | 遊撃  | 遊撃  | 遊撃     | 外野  | 外野  | 外野  | 外野  | 外野  | 外野     |
| 年 度 | 球 団 | 試 合 | 刺 殺 | 補 殺 | 失 策 | 併 殺 | 守 備 率 | 試 合 | 刺 殺 | 補 殺 | 失 策 | 併 殺 | 守 備 率 | 試 合 | 刺 殺 | 補 殺 | 失 策 | 併 殺 | 守 備 率 | 試 合 | 刺 殺 | 補 殺 | 失 策 | 併 殺 | 守 備 率 |
| ----- | ----- | ----- | ----- | ----- | ----- | ----- | -------- | ----- | ----- | ----- | ----- | ----- | -------- | ----- | ----- | ----- | ----- | ----- | -------- | ----- | ----- | ----- | ----- | ----- | -------- |
| 1960  | 中日  | 24    | 37    | 43    | 0     | 5     | 1.000    | 11    | 6     | 14    | 0     | 0     | 1.000    | 6     | 3     | 11    | 0     | 2     | 1.000    | -     | -     | -     | -     | -     | -        |
| 1961  | 中日  | 64    | 108   | 164   | 4     | 17    | .986     | 13    | 10    | 25    | 2     | 4     | .946     | -     | -     | -     | -     | -     | -        | -     | -     | -     | -     | -     | -        |
| 1962  | 中日  | 81    | 166   | 191   | 10    | 44    | .973     | -     | -     | -     | -     | -     | -        | -     | -     | -     | -     | -     | -        | -     | -     | -     | -     | -     | -        |
| 1963  | 中日  | 131   | 352   | 410   | 17    | 90    | .978     | -     | -     | -     | -     | -     | -        | 1     | 0     | 0     | 0     | 0     | .---     | -     | -     | -     | -     | -     | -        |
| 1964  | 中日  | 119   | 306   | 321   | 20    | 88    | .969     | -     | -     | -     | -     | -     | -        | -     | -     | -     | -     | -     | -        | -     | -     | -     | -     | -     | -        |
| 1965  | 中日  | 127   | 332   | 339   | 18    | 63    | .974     | -     | -     | -     | -     | -     | -        | -     | -     | -     | -     | -     | -        | -     | -     | -     | -     | -     | -        |
| 1966  | 中日  | 113   | 319   | 345   | 20    | 72    | .971     | -     | -     | -     | -     | -     | -        | -     | -     | -     | -     | -     | -        | -     | -     | -     | -     | -     | -        |
| 1967  | 中日  | 113   | 325   | 354   | 19    | 81    | .973     | -     | -     | -     | -     | -     | -        | -     | -     | -     | -     | -     | -        | -     | -     | -     | -     | -     | -        |
| 1968  | 中日  | 82    | 189   | 216   | 11    | 61    | .974     | -     | -     | -     | -     | -     | -        | -     | -     | -     | -     | -     | -        | -     | -     | -     | -     | -     | -        |
| 1969  | 中日  | 130   | 302   | 359   | 10    | 76    | .985     | -     | -     | -     | -     | -     | -        | -     | -     | -     | -     | -     | -        | -     | -     | -     | -     | -     | -        |
| 1970  | 中日  | 115   | 320   | 308   | 17    | 72    | .974     | 1     | 1     | 0     | 0     | 0     | 1.000    | -     | -     | -     | -     | -     | -        | -     | -     | -     | -     | -     | -        |
| 1971  | 中日  | 113   | 267   | 293   | 8     | 75    | .986     | -     | -     | -     | -     | -     | -        | -     | -     | -     | -     | -     | -        | 13    | 12    | 1     | 0     | 0     | 1.000    |
| 1972  | 中日  | 117   | 296   | 342   | 18    | 94    | .973     | -     | -     | -     | -     | -     | -        | -     | -     | -     | -     | -     | -        | -     | -     | -     | -     | -     | -        |
| 1973  | 中日  | 122   | 327   | 347   | 12    | 85    | .983     | -     | -     | -     | -     | -     | -        | -     | -     | -     | -     | -     | -        | -     | -     | -     | -     | -     | -        |
| 1974  | 中日  | 120   | 304   | 297   | 23    | 88    | .963     | -     | -     | -     | -     | -     | -        | -     | -     | -     | -     | -     | -        | -     | -     | -     | -     | -     | -        |
| 1975  | 中日  | 116   | 257   | 310   | 20    | 80    | .966     | -     | -     | -     | -     | -     | -        | -     | -     | -     | -     | -     | -        | -     | -     | -     | -     | -     | -        |
| 1976  | 中日  | 96    | 232   | 249   | 10    | 67    | .980     | -     | -     | -     | -     | -     | -        | -     | -     | -     | -     | -     | -        | -     | -     | -     | -     | -     | -        |
| 1977  | 中日  | 120   | 268   | 292   | 10    | 61    | .982     | -     | -     | -     | -     | -     | -        | -     | -     | -     | -     | -     | -        | -     | -     | -     | -     | -     | -        |
| 1978  | 中日  | 84    | 196   | 203   | 13    | 42    | .968     | -     | -     | -     | -     | -     | -        | -     | -     | -     | -     | -     | -        | -     | -     | -     | -     | -     | -        |
| 1979  | 中日  | 119   | 292   | 316   | 14    | 77    | .977     | -     | -     | -     | -     | -     | -        | -     | -     | -     | -     | -     | -        | -     | -     | -     | -     | -     | -        |
| 1980  | 中日  | 73    | 132   | 167   | 10    | 35    | .968     | -     | -     | -     | -     | -     | -        | -     | -     | -     | -     | -     | -        | -     | -     | -     | -     | -     | -        |
| 通算  | 通算  | 2179  | 5327  | 5866  | 284   | 1373  | .975     | 25    | 17    | 39    | 2     | 4     | .966     | 7     | 3     | 11    | 0     | 2     | 1.000    | 13    | 12    | 1     | 0     | 0     | 1.000    |

- 各年度の太字はリーグ最高、赤太字はNPBの二塁手における歴代最高
- 太字年はダイヤモンドグラブ賞受賞年

### 年度別監督成績
レギュラーシーズン
| 1986年 | 中日   | 5位    | 130 | 54  | 67  | 9  | .446 | 20.0 | 44歳 |  |  |  |  |  |
| 通算： | 通算： | 通算： | 940 | 445 | 465 | 30 | .489 |      |      |  |  |  |  |  |

※1 1986年は、山内監督休養後の7月6日から閉幕までの68試合（29勝35敗4分）
| 1992年    | 中日      | 6位       | 130 | 60  | 70  | 0  | .462 | 9.0                    | 50歳                   |                        |                        |                        |                        |                        |
| 1993年    | 中日      | 2位       | 132 | 73  | 57  | 2  | .562 | 7.0                    | 51歳                   |                        |                        |                        |                        |                        |
| 1994年    | 中日      | 2位       | 130 | 69  | 61  | 0  | .531 | 1.0                    | 52歳                   |                        |                        |                        |                        |                        |
| 1995年    | 中日      | 5位       | 130 | 50  | 80  | 0  | .385 | 32.0                   | 53歳                   |                        |                        |                        |                        |                        |
| 2012年    | 中日      | 2位       | 144 | 75  | 53  | 16 | .586 | 10.5                   | 71歳                   |                        |                        |                        |                        |                        |
| 2013年    | 中日      | 4位       | 144 | 64  | 77  | 3  | .454 | 22.0                   | 72歳                   |                        |                        |                        |                        |                        |
| 通算：7年 | 通算：7年 | 通算：7年 | 940 | 445 | 465 | 30 | .489 | Aクラス3回、Bクラス4回 | Aクラス3回、Bクラス4回 | Aクラス3回、Bクラス4回 | Aクラス3回、Bクラス4回 | Aクラス3回、Bクラス4回 | Aクラス3回、Bクラス4回 | Aクラス3回、Bクラス4回 |

（1992年から1996年までは130試合制）
- 監督通算成績 787試合 383勝 379敗 25分 勝率.503

※2 1995年は、開幕から休養前の6月2日までの39試合（13勝26敗）
ポストシーズン
| 年度   | チーム | 大会名                                               | 対戦相手                                | 勝敗                          |
| ------ | ------ | ---------------------------------------------------- | --------------------------------------- | ----------------------------- |
| 2012年 | 中日   | セ・リーグ クライマックスシリーズ 1stステージ        | 東京ヤクルトスワローズ（セ・リーグ3位） | 2勝1敗=ファイナルステージ進出 |
| 2012年 | 中日   | セ・リーグ クライマックスシリーズ ファイナルステージ | 読売ジャイアンツ（セ・リーグ1位）       | 3勝3敗=敗退 (※1)              |

※ 勝敗の太字は勝利したシリーズ
※1 これに相手チームのアドバンテージ1勝を含め、3勝4敗で敗退。

### タイトル
- 盗塁王：3回（1963年、1965年、1973年）

### 表彰
- ベストナイン：7回（二塁手部門：1963〜1967年、1974年、1977年） ※二塁手として5年連続は千葉茂に次ぐ歴代2位タイ（他に浅村栄斗）かつセ・リーグ最長、二塁手として7度受賞は歴代1位タイ（他に千葉茂、浅村栄斗）かつセ・リーグ最多
- ダイヤモンドグラブ賞：3回（二塁手部門：1974年、1977年、1979年）
- 野球殿堂競技者表彰（2006年）
- 日本シリーズ敢闘賞：1回（1974年）
- NPB80周年ベストナイン（2014年、二塁手）
- 岐阜市民栄誉賞（2000年[48]）

### 記録
初記録
- 初出場：1960年5月7日、対大洋ホエールズ7回戦（中日スタヂアム）、7回裏に井上登の代走で出場
- 初盗塁：同上、7回裏に二盗（投手：権藤正利、捕手：島野雅亘）
- 初打席・初安打・初本塁打・初打点：同上、9回裏に宮本和佳から左越2ラン ※史上4人目の初打席初本塁打
- 初先発出場：1960年6月30日、対国鉄スワローズ16回戦（後楽園球場）、「7番・三塁手」で先発出場

節目の記録
- 1000試合出場：1969年7月30日、対アトムズ15回戦（中日スタヂアム）、「2番・二塁手」で先発出場 ※史上141人目
- 100本塁打：1969年8月26日、対大洋ホエールズ20回戦（中日スタヂアム）、9回裏に森中千香良から左越ソロ ※史上52人目
- 1000安打：1969年9月28日、対阪神タイガース21回戦（中日スタヂアム）、1回裏に江夏豊から左前安打 ※史上72人目
- 1500試合出場：1973年8月28日、対阪神タイガース18回戦（阪神甲子園球場）、「1番・二塁手」で先発出場 ※史上44人目
- 300盗塁：1973年9月8日、対広島東洋カープ22回戦（中日スタヂアム）、5回裏に二盗（投手：藤本和宏、捕手：西沢正次） ※史上14人目
- 1500安打：1974年4月22日、対読売ジャイアンツ2回戦（後楽園球場）、7回表に小川邦和から右前安打 ※史上29人目
- 150本塁打：1974年9月30日、対読売ジャイアンツ24回戦（中日スタヂアム）、1回裏に関本四十四から左越先頭打者本塁打 ※史上39人目
- 200本塁打：1977年8月22日、対ヤクルトスワローズ17回戦（明治神宮野球場）、1回表に会田照夫から左越先頭打者本塁打 ※史上28人目
- 350盗塁：1977年9月1日、対広島東洋カープ22回戦（ナゴヤ球場）、6回裏に二盗（投手：望月卓也、捕手：道原博幸） ※史上10人目
- 300二塁打：1977年9月14日、対読売ジャイアンツ19回戦（後楽園球場）、8回表に西本聖から左翼線適時二塁打 ※史上14人目
- 3000塁打：同上 ※史上12人目
- 2000安打：1978年4月5日、対広島東洋カープ1回戦（広島市民球場）、1回表に高橋里志から中前安打 ※史上11人目
- 2000試合出場：1978年4月7日、対読売ジャイアンツ1回戦（ナゴヤ球場）、「1番・二塁手」で先発出場 ※史上12人目
- 1000得点：1978年6月22日、対横浜大洋ホエールズ17回戦（横浜スタジアム）、7回表に田尾安志の2ランで生還 ※史上11人目

その他の記録
- 4打席連続本塁打：1977年6月12日 - 14日 ※史上7人目、歴代2位タイ[49]、3試合にまたいでの3打席以上連続本塁打は史上唯一[50]
- 4打数連続本塁打：同上 ※史上8人目、歴代2位タイ[49]
- 1試合5盗塁：1964年8月5日
- 同一球場で1000安打（ナゴヤ球場）
- オールスターゲーム出場：4回（1966年、1967年、1973年、1979年）

### 背番号
- 41（1960年 - 1962年）[9]
- 1（1963年 - 1982年）[51]
- 67（1983年）[52]
- 71（1984年 - 1986年）[52]
- 81（1992年 - 1995年）[52]
- 88（2012年 - 2013年）

### 登録名
- 高木 守道（たかぎ もりみち、1960年 - 1986年、1992年 - 1995年）[4]
- 髙木 守道（たかぎ もりみち、2012年 - 2013年）[4]

## 関連情報

### 関連書籍
- 『プロ魂髙木守道：名二塁手モリミチ物語』（郷良明著、中日新聞本社、1989年11月、ISBN 4806202177）
- 『髙木守道：プロも惚れ込むプロの技』（永島直樹原作、安田タツ夫画、1992年4月、ISBN 4324026440）

### 出演番組
- 侍プロ野球
- J SPORTS STADIUM
- サンデードラゴンズ（上記にも述べたとおり、現状のCBCプロ野球解説者を含めても唯一の落合支持派であることから、落合監督になってからは、番組内で放送される落合監督のキャンプ中のインタビューの聞き手を担当）
- CBCドラゴンズナイター